# Farol do Porto da Madalena
O Farol do Porto da Madalena localiza-se no porto da freguesia, vila e concelho da Madalena do Pico, na ilha do Pico, nos Açores.